# Nereis nanciae
Nereis nanciae är en ringmaskart som beskrevs av Francis Day 1949. Nereis nanciae ingår i släktet Nereis och familjen Nereididae. Inga underarter finns listade i Catalogue of Life.